# Olympische Winterspiele 2022/Skilanglauf – 4 × 10 km (Männer)
Die 4 × 10-km-Skilanglaufstaffel der Männer bei den Olympischen Winterspielen 2022 wurde am 13. Februar im Nordischen Ski- und Biathlonzentrum Guyangshu ausgetragen.

## Ergebnisse
| Rang | #  | Staffel                                                                            | Zeit                                                        | Defizit      |
| ---- | -- | ---------------------------------------------------------------------------------- | ----------------------------------------------------------- | ------------ |
| 1    | 2  | ROCAlexei Tscherwotkin Alexander Bolschunow Denis Spizow Sergei Ustjugow           | 1:54:50,7 h 30:14,7 min 29:32,0 min 27:22,6 min 27:41,4 min |              |
| 2    | 1  | NorwegenEmil Iversen Pål Golberg Hans Christer Holund Johannes Høsflot Klæbo       | 1:55:57,9 h 30:49,1 min 29:57,1 min 27:08,0 min 28:03,7 min | +1:07,2 min  |
| 3    | 3  | FrankreichRichard Jouve Hugo Lapalus Clément Parisse Maurice Manificat             | 1:56:07,1 h 31:04,9 min 29:51,5 min 27:02,1 min 28:08,6 min | +1:16,4 min  |
| 4    | 4  | SchwedenOskar Svensson William Poromaa Jens Burman Johan Häggström                 | 1:57:00,4 h 31:16,0 min 29:30,4 min 27:08,3 min 29:05,7 min | +2:09,7 min  |
| 5    | 7  | DeutschlandJanosch Brugger Friedrich Moch Florian Notz Lucas Bögl                  | 1:57:46,5 h 30:38,2 min 30:18,5 min 28:08,1 min 28:41,7 min | +2:55,8 min  |
| 6    | 6  | FinnlandRistomatti Hakola Iivo Niskanen Perttu Hyvärinen Joni Mäki                 | 1:59:28,6 h 32:02,2 min 28:53,9 min 29:08,8 min 29:23,7 min | +4:37,9 min  |
| 7    | 5  | SchweizDario Cologna Jonas Baumann Candide Pralong Roman Furger                    | 2:00:13,3 h 31:12,1 min 30:51,9 min 28:32,8 min 29:36,5 min | +5:22,6 min  |
| 8    | 14 | ItalienFederico Pellegrino Francesco De Fabiani Giandomenico Salvadori Davide Graz | 2:00:16,6 h 30:38,8 min 30:52,1 min 29:05,8 min 29:39,9 min | +5:25,9 min  |
| 9    | 8  | Vereinigte StaatenLuke Jager Scott Patterson Gus Schumacher Kevin Bolger           | 2:02:56,3 h 32:53,7 min 31:16,2 min 29:03,4 min 29:43,0 min | +8:05,6 min  |
| 10   | 9  | JapanRyō Hirose Hiroyuki Miyazawa Naoto Baba Haruki Yamashita                      | 2:03:01,5 h 31:13,0 min 32:49,4 min 28:50,1 min 30:09,0 min | +8:10,8 min  |
| 11   | 10 | KanadaGraham Ritchie Antoine Cyr Olivier Léveillé Rémi Drolet                      | 2:04:01,1 h 32:57,3 min 31:51,6 min 29:05,0 min 30:07,2 min | +9:10,4 min  |
| 12   | 11 | TschechienAdam Fellner Michal Novák Petr Knop Jan Pechoušek                        | 2:04:57,8 h 31:48,8 min 31:58,1 min 29:06,0 min 32:04,9 min | +10:07,1 min |
| 13   | 13 | ChinaShang Jincai Liu Rongsheng Wang Qiang Chen Degen                              | LAP 32:26,3 min 32:24,9 min 29:45,3 min LAP                 |              |
| 14   | 15 | SlowenienMiha Šimenc Miha Ličef Vili Črv Janez Lampič                              | LAP 31:11,5 min 33:19,2 min 29:47,9 min LAP                 |              |
| 15   | 12 | EstlandMarko Kilp Alvar Johannes Alev Martin Himma Henri Roos                      | LAP 34:09,6 min 31:52,3 min LAP -                           |              |